# Liga Duchowych Odkryć
Liga Duchowych Odkryć (ang. League for Spiritual Discovery) – organizacja religijna założona w 1966 roku przez Timothy'ego Leary'ego. Prowadziła kampanię na rzecz legalizacji marihuany i LSD w celach religijnych.
Została reaktywowana w 2006 roku.